# Гай Саллюстий Крисп Пассиен
Гай Саллю́стий Крисп Пассие́н (лат. Gaius Sallustius Crispus Passienus; умер в 47 году) — древнеримский государственный и политический деятель, консул-суффект 27 года и ординарный консул 44 года.

## Биография
Дата рождения неизвестна. Являлся дальним родственником (внучатым племянником) знаменитого римского историка Саллюстия. Был усыновлён сыном историка.
Пассиен Крисп был уважаем современниками за свою энергию, богатство, влияние, остроумие и скромность, выгодно отличавшую его от нобилитета того времени. В 27 году он стал консулом-суффектом вместе с Публием Корнелием Лентулом. Они по неизвестной причине заменили консулов того года — Луция Кальпурния Пизона и Марка Лициния Красса Фруги.
В 33 году он женился на Домиции Лепиде, дочери Антонии Старшей и Луция Домиция Агенобарба, внучатой племяннице императора Августа. Для Домиции это был второй брак.
Спустя восемь лет, в 41 году, Клавдий принудил пару развестись, чтобы женить Саллюстия Криспа на своей племяннице, Агриппине, которую он вернул из ссылки и чьё имущество ранее было конфисковано и растрачено племянником принцепса. Пара жила в Риме и часто подвергалась нападкам Мессалины, подсылавшей в дом Криспа наёмников, которые должны были убить сына Агриппины — будущего императора Нерона.
В 44 году, несмотря на сопротивление Валерии Мессалины, Крисп, при поддержке Клавдия, стал ординарным консулом.
В 47 году Гай Саллюстий умер по неизвестной причине. Существует версия, что он был отравлен Агриппиной. Однако, скорее всего, это предположение родилось уже после того, как Агриппина вышла замуж за Клавдия.